# Хліборобне (Бистроістоцький район)
Хліборо́бне (рос. Хлеборобное) — село у складі Бистроістоцького району Алтайського краю, Росія. Адміністративний центр Хліборобної сільської ради.
Стара назва — совхоз Хліборобний.

## Населення
Населення — 849 осіб (2010; 940 у 2002).
Національний склад (станом на 2002 рік):
- росіяни — 94 %